# 麥吉爾 (內華達州)
麥吉爾（英語：McGill）是位於美國內華達州白松縣的普查規定居民點。

## 歷史
麥吉爾的郵局自1908年營運至今。

## 人口
根據2020年美國人口普查的數據，麥吉爾的面積為3.13平方千米，皆為陸地。當地共有人口1010人，而人口密度為每平方千米322.68人。